# Тасманийский филандер
Тасманийский филандер, или краснобрюхий филандер (лат. Thylogale billardierii) — сумчатое млекопитающее семейства кенгуровых. Видовое название дано в честь французского ботаника Жак-Жюльена де Лабилльярдиера (1755—1834).

## Описание
Вес самцов составляет примерно 7 кг, самок — 4 кг. Телосложение коренастое, относительно короткий хвост покрыт редкими волосами. Шерсть длинная, её окрас на верхней части тела бурого, на нижней части тела красновато-оранжевого цвета. Задние ноги длиннее, как у большинства кенгуру, и сильнее чем передние лапы.

## Распространение
Тасманийский филандер обитает на острове Тасмания и на больших островах Бассова пролива. Первоначально вид населял юго-восток Австралии и был распространён на юго-востоке Южной Австралии и в Виктории, но вымер в 1920-х годах. Живёт в областях с густой растительностью во влажном или умеренно влажном лесу, кустарнике и на травянистых открытых участках на высоте до 1 400 м над уровнем моря.

## Образ жизни
Животные активны преимущественно ночью, в течение дня они спят, скрываясь в густой растительности. Ночью они отправляются на поиски пищи, проходя при этом расстояние радиусом до 2-х км от места ночлега. Для более быстрого продвижения вперёд они прокладывают в густом подлеске протоптанные тропинки. В поисках корма они образуют неустойчивые группы численностью до 10 животных. Их питание состоит из травянистых трав. Во время кормления животные держатся вблизи кустарников, укрываясь в них при наличии угрозы.

## Размножение
По окончании примерно 30-дневного периода беременности самка рожает чаще одного детёныша. Появление детёнышей приходится на период с апреля по июнь. Свои первые 200 дней жизни детёныш живёт в сумке матери, окончательно отучаясь через следующие 4 месяца. Половая зрелость наступает в возрасте примерно от 14 до 15 месяцев. На воле продолжительность жизни животных составляет примерно от 5 до 6 лет.